# Sarcófago de Hagia Triada

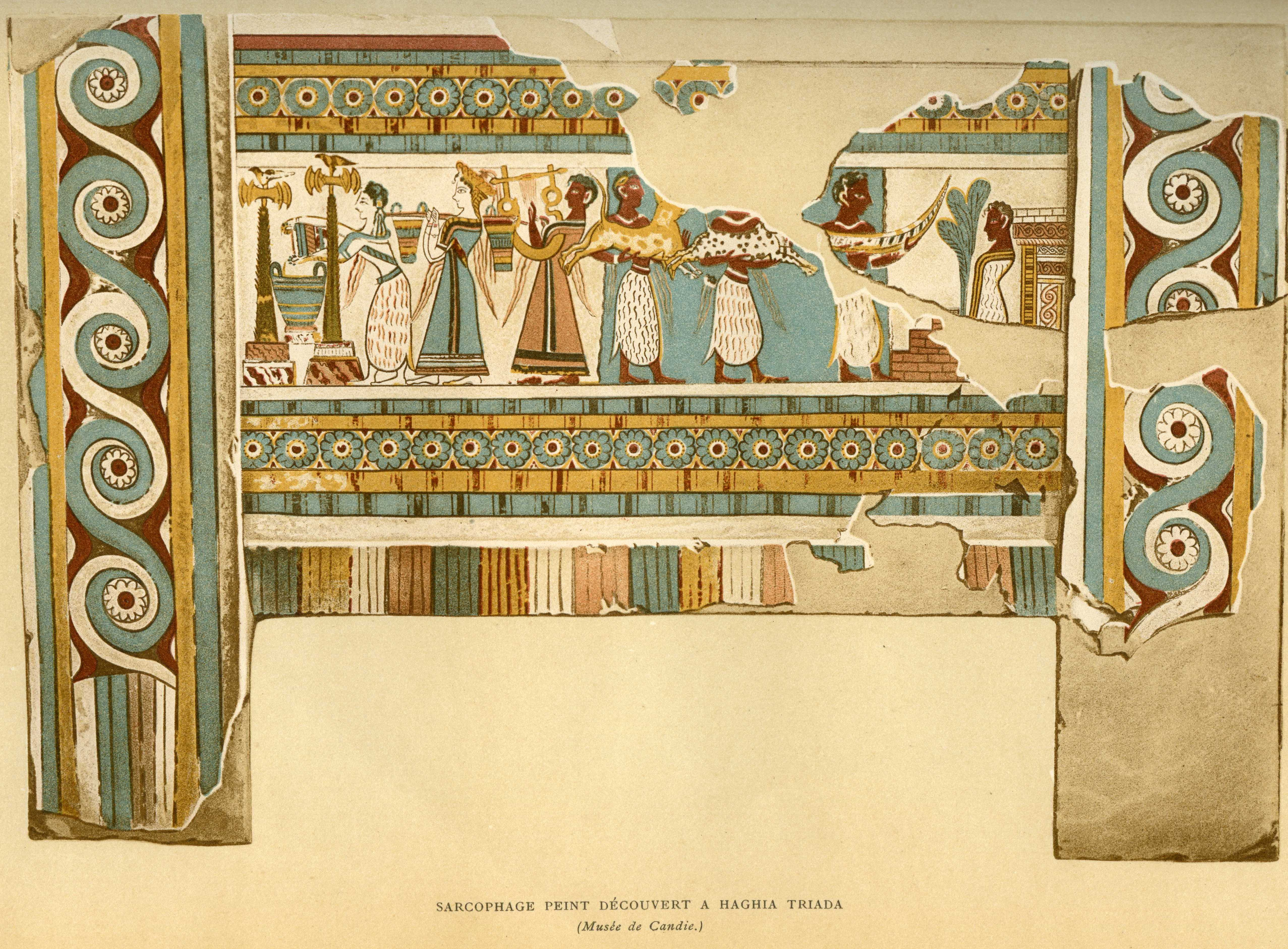
Desenho de um dos lados do sarcófago feito por M. Collignon La Gazette des Beaux-Arts, 1909

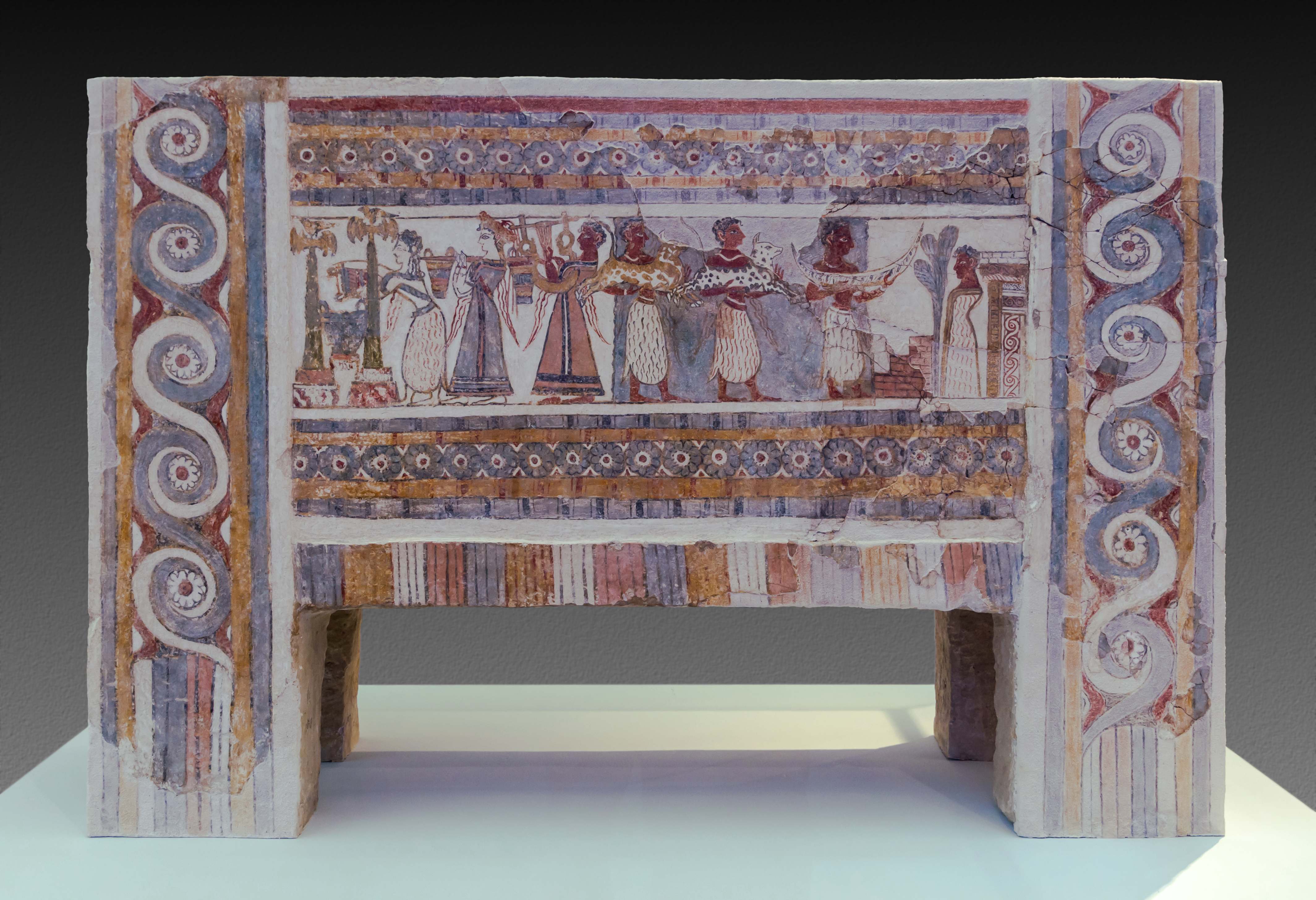
Sarcófago de Hagia Triada exposto no Museu Arqueológico de Heraclião

O Sarcófago de Hagia Triada (ou Agia Triada) é um sarcófago minoico descoberto em 1903 no sítio arqueológico de Hagia Triada, em Creta. Datado do século XIV a.C., período da presença micênica em Creta, foi descoberto em uma câmara mortuária, ou melhor, em um pequeno prédio que serviu como um túmulo. Materiais exclusivos, iconografia, elementos narrativos, técnicas e estilo utilizado presentes no sarcófago de Hagia Triada fornecem evidências valiosas sobre as cerimônias religiosas e ritos minoicos. Considerado um dos melhores exemplos da arte egeia, é conservado no Museu Arqueológico de Heraclião.
Após detalhados estudos do sarcófago e o que seus registros pictográficos significavam, constatou-se que é uma produção mista, ou seja, apresenta elementos tradicionais minoicos (ritos religiosos), assim como influências ideológicas egípcia (barcos, baixo-relevos, representação de procissões com oferendas) e micênica (espirais, rosetas, carruagens). Além disso, o próprio túmulo onde o sarcófago foi encontrado, conhecido como Túmulo 4, apresenta uma intrínseca fusão entre os estilos minoico e micênico, tanto no âmbito arquitetônico, como no funcional. Este, diferente dos tradicionais túmulos minoicos, é dedicado a uma pequena parcela da sociedade de Hagia Triada, o que se pode entender como outra ideologia micênica incorporada na sociedade minoica do final da Idade do Bronze.
Os pictogramas produzidos no sarcófago ainda hoje fomentam variadas interpretações. Constatou-se que há treze cenas em torno do sarcófago, algumas interligadas, outras independentes umas das outras. Outra característica importante é que cada cena tem uma cor de fundo diferente, havendo assim quatro tipos de fundo: amarelo, vermelho, azul e branco. É a partir desta informação que a pesquisadora Wendy Walgate estabeleceu um diagrama cromático que relaciona a cor do fundo das cenas com períodos do dia, ou seja, cenas com fundo branco simbolizam o dia, o vermelho o entardecer, o azul o anoitecer e o amarelo o amanhecer.

## Descoberta e datação
O sarcófago de Hagia Triada foi descoberto em 23 de junho de 1903 por Roberto Paribeni em um edifício com 3,8 por 4,2 m, a chamada tumba 4, em um cemitério da Idade do Bronze Tardia, perto de Hagia Triada. Este edifício funerário, está situado perto de dois tolos (A e B) do período pré-palaciano perto de uma zona de enterro de lárnaques, e perto de outra tumba do período neopalaciano ou pós-palaciano. Suas paredes foram conservadas a uma altura de 0,65 a 1,20 m, acima da superfície e não possuem bases apropriadas. São grossas e feitas de pedras pequenas e irregulares, tendo ele sido o único exemplo desse tipo em todo o mundo minoico e micênico; não há sinais de afrescos.
As primeiras escavações não revelaram vestígios de telhado, mas as pedras da estrutura sugerem que elas poderiam ser a base para uma estrutura de madeira, talvez semelhante ao edifício mostrado no sarcófago em si. Contemporâneo da presença micênica em Creta, o edifício combina elementos tradicionais da arquitetura minoica e formas micênicas. O túmulo é semelhante a duas tumbas micênicas, encontradas em Farsália no norte da Grécia. Uma tumba semelhante, e mais ou menos do mesmo período, foi descoberta em Archanes. Como as tumbas A e B de Micenas, os túmulos de Hagia Triada e Archanes foram reservados para um grupo social limitado.
O sarcófago foi encontrado deitado de lado. Originalmente, os lados norte e leste do mesmo foram certamente os que se ofereciam à primeira visão dos visitantes que estivessem na porta da frente do túmulo. O sarcófago foi acompanhado por um lárnaque de terracota, sem decoração. Os dois caixões provavelmente possuíam tampas, embora nenhuma tenha sido encontrada.
Esta é o único exemplar de lárnaque de calcário encontrado até agora, e o único a oferecer uma série de cenas que retratam o ritual funerário minoico. A tumba e o sarcófago foram datados a partir dos objetos encontrados no túmulo, mas o estilo do sarcófago pode ser atribuído ao período de transição entre o final do Minoano Recente II e III. Por muito tempo considerou-se sua datação entre 1 400−1 350 a.C., no entanto, novas escavações realizadas em 1997 pela Escola Arqueológica Italiana de Atenas têm permitido dar uma nova datação ao sarcófago. Considera-se hoje como datado entre 1 370−1 320 a.C., o que corresponde à décima oitava dinastia egípcia, um período de intensas ligações entre Creta e Egito. Este período corresponde também a uma mudança cultural e econômica em Creta, com o surgimento de novos costumes funerários derivados dos micênicos. O túmulo serviu por um curto período de tempo, talvez uma geração, já que nenhum traço de adoração foi encontrado depois.

## Descrição

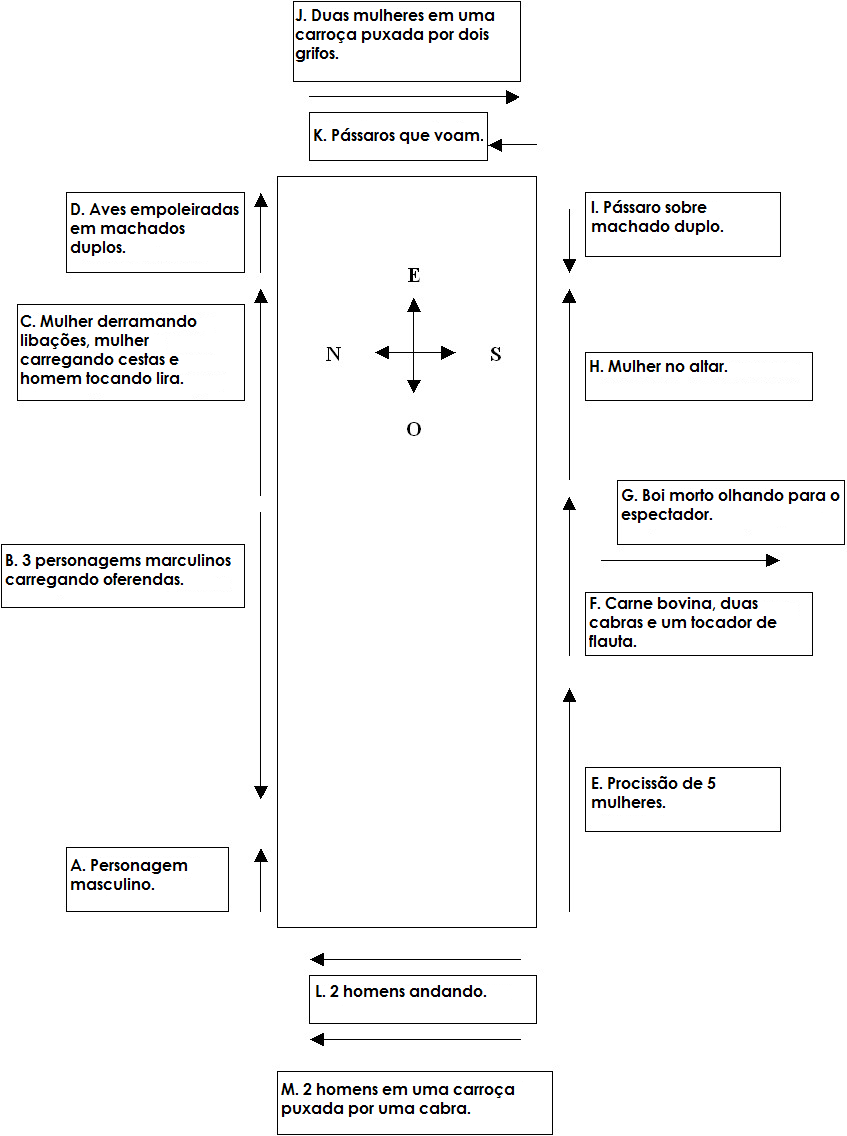
As treze cenas do sarcófago

### Descrição geral
O sarcófago de Hagia Triada medindo 0,895 m de altura, 1,375-1,385 m de comprimento por 0,45 m de largura, torna-se um dos maiores caixões já encontrados em Creta. É um caixão coberto com cal, um emplastro que é normalmente encontrado em afrescos minoicos. Em cada um dos seus lados estão pintadas cenas religiosas, todas diferentes. Cada uma destas cenas é rodeada por tiras e ornamentação. Os pés são também decorados. As seis faces do sarcófago oferecem uma série de treze cenas. O espectador tem de ir para a direita ao redor do sarcófago para ter uma visão completa de todos. Na parte inferior do caixão encontravam-se dois esqueletos. Além de ossos humanos, foram encontrados uma navalha de bronze, uma bacia de serpentina, uma concha de Charonia tritonis e alguns fragmentos de estatuetas femininas.
Embora as cenas não sejam procissões de luto, como as que se vêm em caixões micênicos, a presença de ossos no que parece ser uma tumba sugere que o sarcófago de Hagia Triada era um objeto associado com funerais. As cenas retratam atos naturais e sobrenaturais associados com as crenças religiosas minoicas.
Nos sarcófagos minoicos foram perfurados buracos em seu fundo, supostamente para permitir a drenagem de líquidos. A cultura minoica parece ter minimizado a importância do corpo físico. Após a decomposição do corpo, os ossos foram provavelmente movidos quer para um canto do sarcófago, quer para o chão da sepultura em si, ou simplesmente transferidos para outro lárnaque que passaria a servir como ossário. O sarcófago de Hagia Triada não é exceção a essa regra, tendo cinco buracos visíveis na parte inferior do mesmo.

### Face Norte

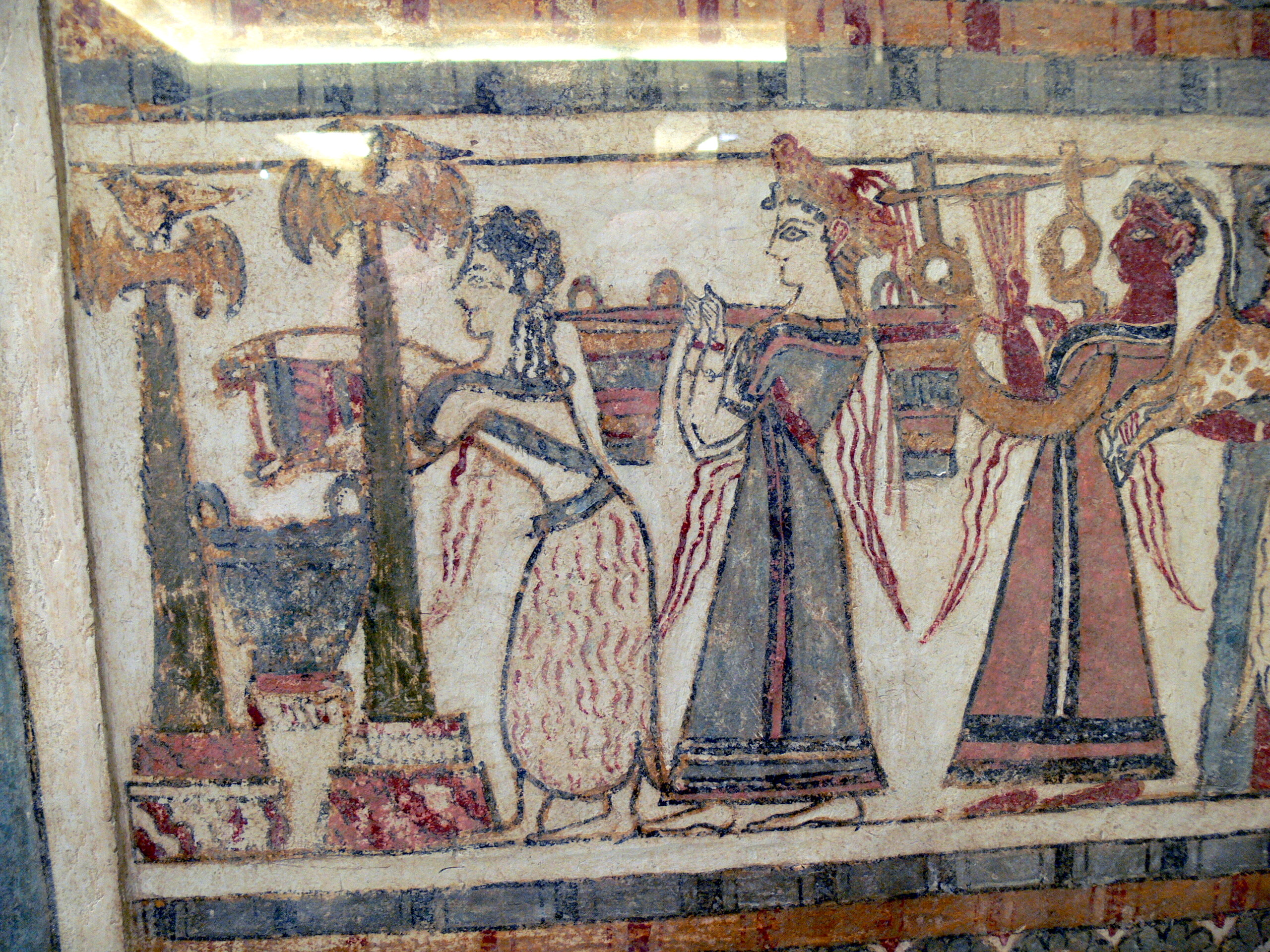
Cena da procissão para o altar, face Norte

A decoração pintada do lado norte do sarcófago é a mais conhecida, a mais representativa, assim como a mais bem preservada. Estes conjuntos são divididos em registros horizontais sobrepostos, enquadrados lateralmente por ornamentos verticais que se desenvolvem ao longo do pé do sarcófago. Depois de uma série de registros que caracterizam padrões geométricos, linhas e rosetas, o registro principal, no centro, desenvolve uma ampla e complexa composição figurativa. À esquerda estão visíveis dois machados duplos (ou quadrangulares) dourados revestidos com folhagem. Os machados duplos estão acoplados em postes, o que possivelmente traduz a vontade de transcrever uma sensação de profundidade: as bases são adornadas com representação similares, todavia os dois postes não possuem o mesmo tamanho, sendo o comprimento do da direita maior que o da esquerda. As lâminas são de dois gumes (talvez para significar a existência de dois machados duplos dispostos em ângulos retos) e são encimados por aves (reais ou artificiais), de costas para a cena. Pequenos machados duplos foram encontrados em Hagia Triada, o que sugere que a cena representada evoca uma cerimônia real que foi realizada no sítio arqueológico. Estes machados duplos não representam necessariamente um simples ritual sacrificial, também poderiam representar o tema da renovação ou renascimento. Além disso, a cor verde dos postes dos machados às vezes é vista como um desejo de dar aos machados um aspecto vegetal, símbolo da natureza que renasce a cada ano.

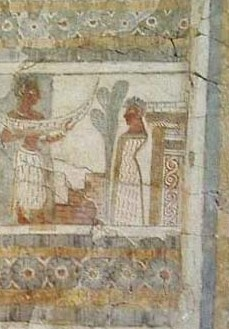
Imagem misteriosa (morte ou divindade) em frente a um santuário, face Norte

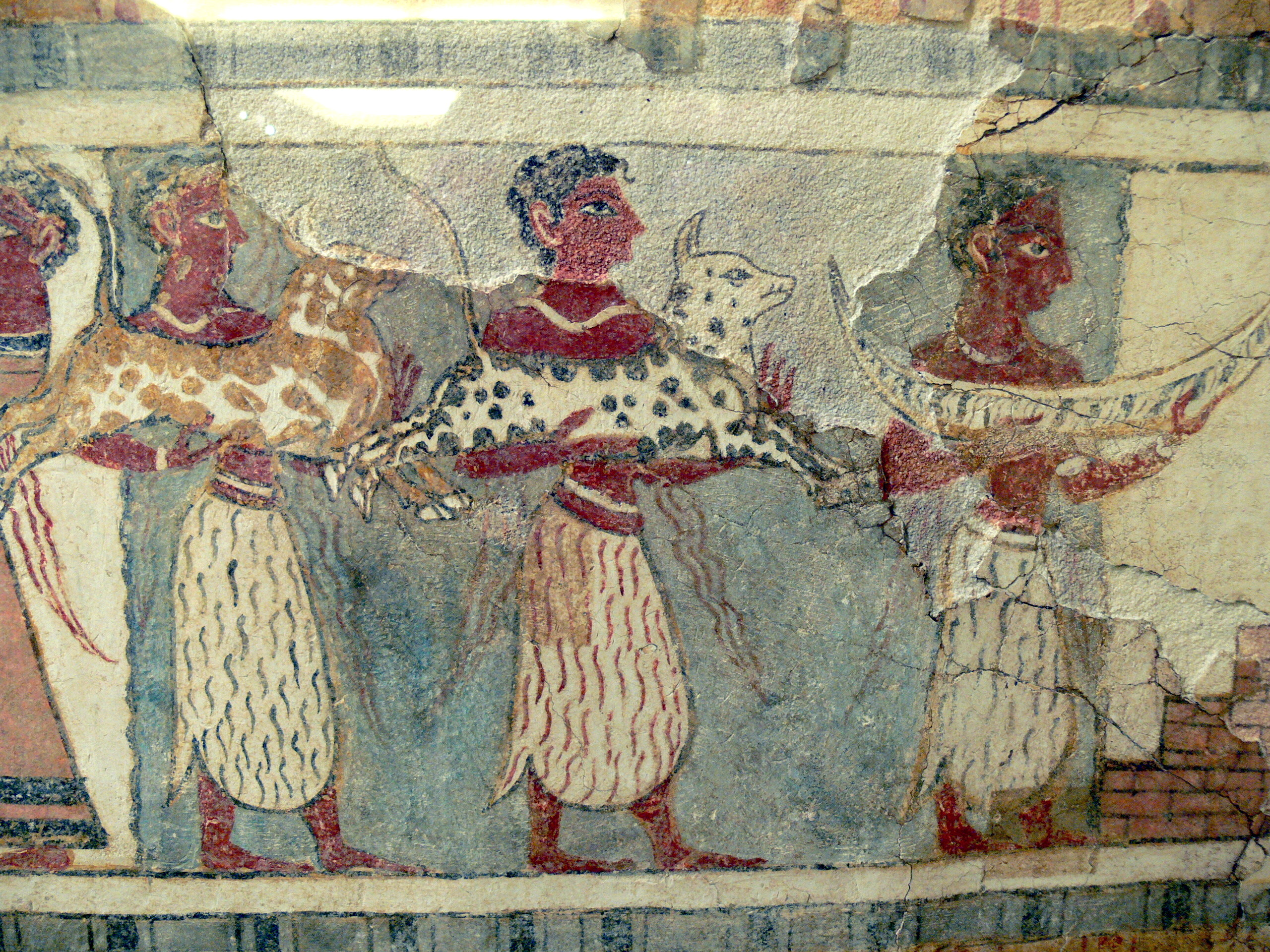
Procissão com oferendas, face Norte

As aves que estão encimando os machados têm cores preta e amarela, e parecem estar prontas para voar. As aves são um elemento recorrente da arte minoica, incluindo no topo de colinas, altares, chifres ou personagens femininas. As aves podem ter servido como mediadoras entre o mundo dos humanos e o dos deuses. Entre os postes dos machados está disposto um largo recipiente com alças sobre um suporte elevado. Uma menina derrama o conteúdo de outro vaso de forma semelhante, mas com uma decoração diferente e dimensões menores. O líquido poderia ser o sangue de um animal sacrificado. Ela é seguida por outra garota que traz em seu ombro direito um poleiro onde estão pendurados outros dois recipientes. Atrás delas, uma terceira pessoa, desta vez do sexo masculino, acompanha tocando lira. Esta cena acontece em um fundo branco, que ocupa, ao menos, a metade do espaço do registro.
A segunda cena, que também aborda o tema de oferenda, se desenvolve no lado direito do registro e ocupa grande parte dele. Para a direita é colocada uma figura masculina estranha composta por uma cabeça acima de um tronco bruto desprovido de braços e pernas. Parece trajar uma roupa que inibe o movimento de seus membros. Esta personagem parece ver a cena em toda a sua extensão. Pode ser uma representação da morte em si, ou uma representação de seu corpo ou sua alma. Também poderia ser uma divindade ou a sua representação simbólica. O posicionamento desta personagem, sua postura, a maneira como ele parece contemplar toda a cena pode ser considerado como um ponto de partida para a leitura do sarcófago.
Atrás dele está um pequeno elemento arquitetônico, decorado (baixos-relevos e pinturas) com motivos torcidos. Estes padrões são semelhantes aos encontrados em torno do sarcófago. A personagem está disposta em frente a uma árvore e uma escada com três degraus. Este elemento parece ser excepcional na arte egeia. Na verdade, este elemento estaria mais perto da arte egípcia onde as escadas claramente marcam uma transição de um lugar para outro, de um estado para outro e, por extensão, da vida para a morte. Charlotte Long e Roberto Paribeni fizeram um paralelo com os costumes de inumação egípcio. Eles comparam esta personagem com uma múmia disposta na vertical por Anúbis em meio a cerimônia egípcia de abrir a boca.
Confrontando com este conjunto, no centro do sarcófago três figuras masculinas avançam em direção à morte ou divindade. Estes personagens estão em um fundo azul que os separa da outra procissão. Eles estão com oferendas: um traz um modelo de barco, os outros dois trazem dois bezerros com pelo manchado, representados na atitude de "galope em voo". Esta forma incomum, não é adequada para as circunstâncias, o que possibilita a interpretação de que, como o barco, os bezerros sejam modelos, e não animais reais. Muitas figuras de terracota de touros foram encontrados nos santuários minoicos, e é bastante provável que esses bezerros representados sejam olarias. A postura dos animais é uma reminiscência de afrescos que retratam jovem realizando acrobacias encima de touros (taurocatapsia). Esta cena de bezerros, ou gado em miniatura corresponde à cena do sacrifício representada no lado sul. Esta interligação das duas cenas sacrificiais situadas no centro das duas partes principais do sarcófago enfatiza a importância deste ato para o espectador.
A variedade de trajes dos personagens diferentes pode representar status hierárquicos diferentes ou a sociedade minoica, ou o mundo sobrenatural minoico.

### Face Sul

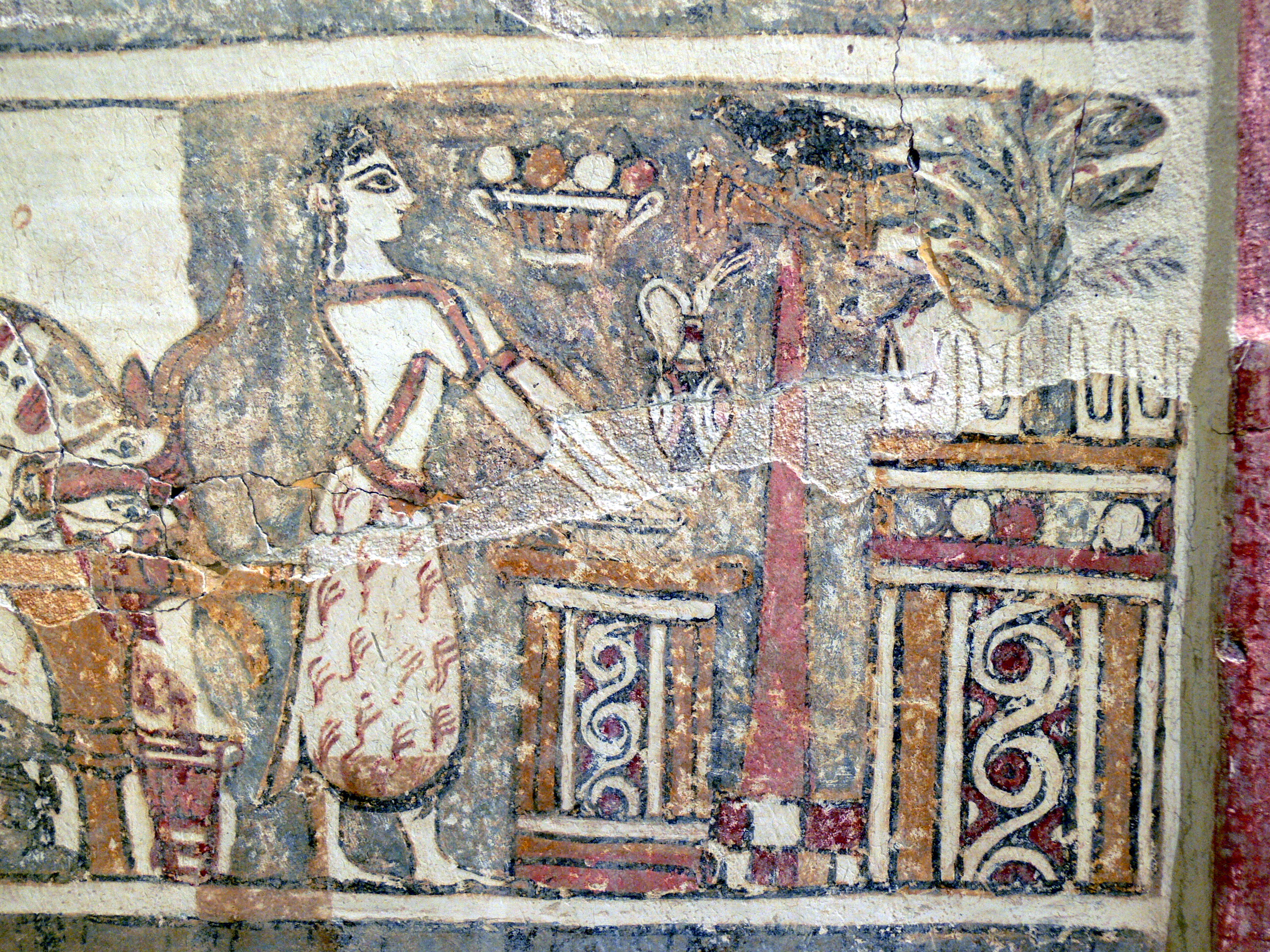
Sacerdotisa no santuário após sacrifício de boi, face Sul

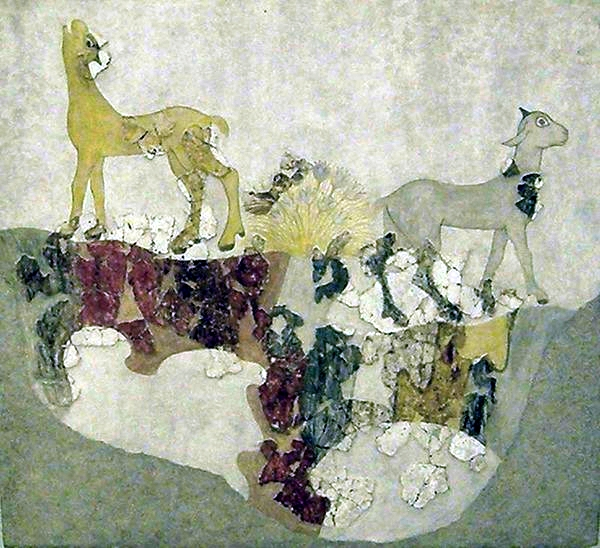
Afresco das vacas, Acrotíri

A face Sul é dividida em cinco episódios. O espectador não poderia ver essa face da tumba, pelo menos se o sarcófago for posicionado da maneira que foi encontrado na tumba. Apenas a cena das oferendas na face Norte estão então visíveis. A face Sul é decorada igual à face Norte, sobrepondo registros horizontais através da determinação de uma história principal. A cena representa também uma procissão indo para um pequeno santuário. Este, visível no lado direito da cena, é composto por dois edifícios decorados com cores na vertical e padrões em espiral. O primeiro monumento, o maior, é encimado por dois pares de chifres, separados por um arbusto. O segundo edifício é um altar no qual está uma bacia com frutas e um vaso com pescoço longo pintado. Esses objetos eram provavelmente usados nas libações. Entre os dois elementos do santuário está um machado duplo (ou quadrangular) construído sobre um longo poste (semelhante àqueles da cena da face Norte), preso por uma espécie base com decoração xadrez. Este machado também é encimado por um pássaro, por esta altura de frente para a cena. O pássaro tem uma asa ligeiramente aumentada, o que parece significar que ele está prestes a voar. Com o boi no centro da cena, a ave é o único elemento orientado na direção oposta dos outros personagens.
Ao contrário da face Norte, os personagens fazem parte da mesma cena, e seguem todos para a mesma direção, ou seja, para o altar e o "santuário". Uma sacerdotisa pratica um sacrifício em um altar. O altar é quadrangular e sua parte superior é ligeiramente mais larga que a parte inferior; a parte inferior é considerada um elemento separado, se analisado as diferenças de cores empregadas. A primeira garota está, portanto, de frente para o altar, levantando as mãos para a bacia; atrás dela, amarrado a uma mesa, um touro foi morto, e o seu sangue flui em um balde no chão. Sob a mesa, dois bodes são alongados enquanto que por trás da mesa um jovem músico toca uma flauta-dupla. Spyridon Marinatos sugeriu que a música de flauta que acompanha o sacrifício do animal deve ter sido intensa, como a música da lira na face Norte, era para ser relaxante. Atrás dele, quatro jovens mulheres andam de duas em duas, precedidas por uma menina que realiza os mesmo gestos que a oficiante perante o altar, com diferença que esta está com as mãos estendidas para o boi morto. O boi, com seu tamanho é o elemento mais importante da face Sul, um fator que mostra a importância do animal e seu sacrifício na cultura minoica. Além disso, o seu sacrifício é o centro da cena e este é o único voltado para fora do sarcófago de modo a confrontar o espectador. O sangue que brota do seu pescoço é depositado em um recipiente que parece estar enterrado no solo. A recolha do sangue em um local específico do terreno mostra o aspecto religioso do local.
Da mesma maneira como na cena da face Norte, o fundo é aqui também dividido em superfícies pintadas com cores branca ou escura: o centro é de cor clara, enquanto o resto, tanto quanto pode ser julgado pelos elementos originais, é escuro, com exceção de um espaço livre acima do altar.

### Face Leste

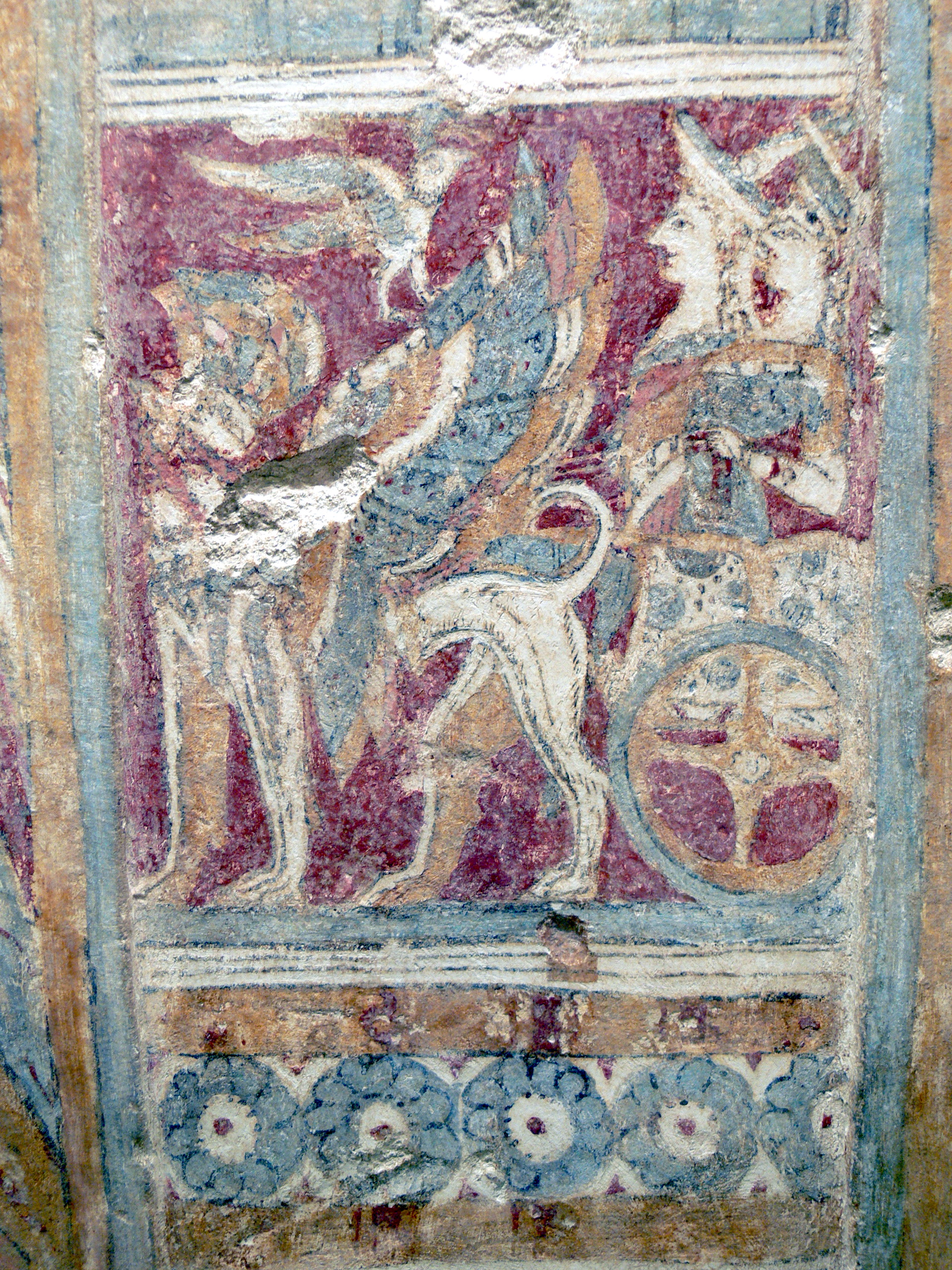
Cena dos grifos puxando a carruagem

A face Leste (um dos lados menores do sarcófago) foi, provavelmente, a face mais exposta ao visitante ao entrar no túmulo. É decorada com uma cena figurada, pintada em um fundo vermelho, emoldurado por elementos geométricos semelhantes àqueles apresentados nas outras faces. Essa cena evoca uma carruagem montada por duas mulheres (uma atuando como cocheira, a outra uma simples passageira) e um par de grifos alados com asas multicoloridas. O uso de grifos pode indicar que as mulheres estão montadas sobre o transporte das divindades. A presença de pessoas ou divindades é incomum sobre os sarcófagos minoicos e sua presença nas extremidades teria sido considerado o local mais adequado para proteger os mortos.
A pele de um animal, que é manchada, cobre a carruagem. Este elemento lembra o animal sacrificado na face Sul. Pode até ser a pele do mesmo animal, como um exemplo de seu uso após o sacrifício. Por extensão, essa pele pode ser o símbolo de ressurreição e renovação. Um pássaro voa sobre o grupo. Este é diferente das aves da face Norte, pelo seu tamanho e forma. Este é um grande pássaro com pernas longas e plumagem brilhante que voa na direção oposta a todos.

### Face Oeste
A face Oeste é decorada, no geral, de forma semelhante à face Leste, exceto que a decoração central apresenta desta vez cabras (kri-kris), ao invés de grifos. Esta superfície é dividida em dois registros. Na seção superior está faltando a maior parte do reboco que cobria o sarcófago. No entanto, pode-se ver os pés dos personagens masculinos que parecem caminhar. O espaço sugere que três ou quatro pessoas poderiam ser representadas neste registro. Na parte inferior da face Oeste, dois homens dirigem uma carruagem. Como na face Leste, esta carruagem puxada por animais refere-se ao estado sobrenatural dos condutores, provavelmente percebidos como deuses. As cabras da cena, que são animais selvagens, ressaltam que os condutores têm controle sobre a carruagem e sobre a natureza. Cabras são comumente descritos em lárnaques minoicos em cenas de caça, descrevendo a supremacia do homem sobre o animal. Cenas de caça em cerâmicas funerárias sugerem um lazer e riqueza da vida terrena e um passatempo idílico do outro mundo. Da mesma forma, este cenário pode indicar uma continuidade das atividades do defunto após a sua morte.
Lárnaques do Minoano Recente IIIB representam carroças carregando o corpo do falecido. Esta representação é empregada na arte micênica.

### Rosetas

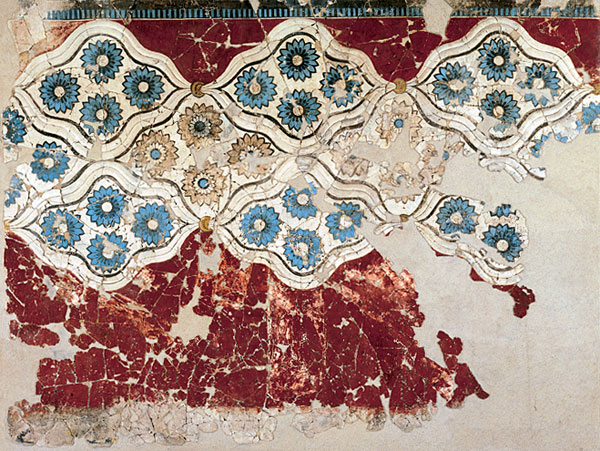
Afresco com rosetas em Acrotíri

O padrão de rosetas é uma parte importante do sarcófago, encontrado em todos os lados. As rosetas flanqueiam as duas faces principais do sarcófago, da mesma forma que estão presentes no centro das espirais em "S" que adornam o restante do mesmo. Estas rosetas são emolduradas por "dentes" que são inseridos no intervalo entre cada roseta. As rosetas têm entre 10 e 11 pétalas e são azuis. Elas podem ser consideradas como uma mera decoração, mas sua onipresença em muitas partes do sarcófago sugere que elas tinham um significado especial nas crenças minoicas. Sua repetição e natureza cíclica podem simbolizar vida, morte e renascimento cíclico da natureza e do homem. Cada roseta pode representar um único evento, e suas interconexões representam um movimento contínuo e renovável. Eles se sucedem por ter um ponto de ligação. A transição de uma roseta para outra pode ser feita na direção dos ponteiros do relógio, ou na direção oposta, através desses pontos de conexão. A transição de um ponto de conexão para outro, tomando um caminho circular, imita a procissão se movimentando em torno do sarcófago.
Spyridon Marinatos acredita que essa visão de transformação cíclica é compatível com os conceitos das religiões do Mediterrâneo do II milênio a.C. A ondulação da roseta imita a ação das ondas e tem sua origem na experiência dos minoicos sobre os mares. Enfim, o número de 19 rosetas, estabelecidas nos frisos das superfícies superior e inferior principais, poderia ter valor simbólico, relacionado com o culto funerário ou um calendário primitivo.

### Espirais

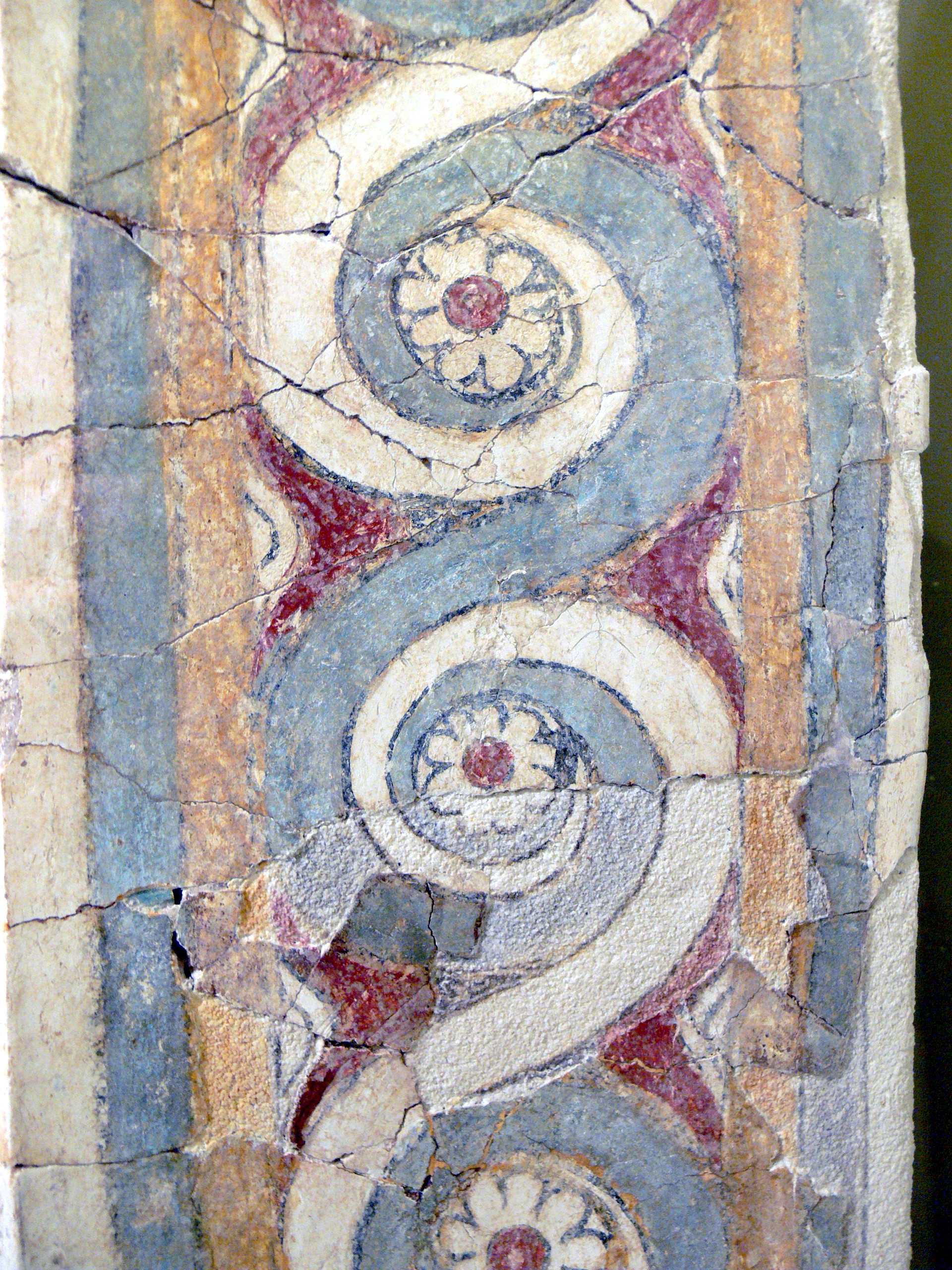
Espirais decorativas do sarcófago

Os padrões de rosetas e espirais foram amplamente utilizados em Cnossos durante o período neopalacial. As espirais em S do sarcófago, acentuadas pelo uso de azul e branco, estão presentes em um afresco na Sala do Trono em Cnossos. Cópias adicionais de espirais, encontrados em Tirinto, Pilos, Tânagra e Argos sugerem que esse tema é de inspiração micênica, mais do que minoica. No sarcófago foram encontradas espirais nas extremidades dos lados Norte e sul, ao longo do pé, em uma sucessão de seis motivos, por vezes cinco, e algumas espirais aparecem meio truncadas. O motivo é repetido na cena da face Norte na estrutura por trás da figura à direita, em seguida, no lado sul do altar e nas oferendas para o santuário com chifres. Na ilha de Santorini, em Acrotíri, pode-se ver um afresco de uma porta com os chifres de consagração. Espirais semelhantes às do sarcófago emolduram uma porta com lírios.
Os motivos espiralados são comuns na cerâmica minoica tardia e na micênica. Como no sarcófago, a espiral é associada com o tema do mar e do bode. A forma da espiral pode simplesmente representar o mar.

### Machados duplos
O machado duplo (lábris) é um elemento recorrente na religião minoica. Esse elemento se encontra em vários lugares do sarcófago. No lado Norte é um modelo com quatro lâminas, dispostas simetricamente em torno de uma roseta. No lado sul, é um modelo espiralado, isto é, suas faces internas são decoradas com espirais em forma de apêndice. Estão colocados sobre postes altos. Estes são, por vezes, plantados em bases compostas de blocos quadrados, cones truncados e sobrepostos ou em forma de trapézio. No lado sul, a base é simplesmente retangular, mas composta de quadrados vermelhos e brancos. Para Martin Nilsson, não há nenhuma dúvida de que os machados duplos têm um significado religioso, e ele também acredita que pode ser visto como objeto venerado em adoração, e é possível vê-lo como fetiche ou como um símbolo pelo qual um deus pode ser adorado.

### Aves
Comumente as aves representadas no sarcófago, inclusive os pássaros que estão acima dos machados duplos, são designadas como pombas. No entanto, as aves representadas, por exemplo, na face Norte são pequenas e amarelas, enquanto a representada na face Leste tem plumagem amarela com parte em azul nas suas asas e uma crista semelhante a de uma catatua. Nenhuma espécie cretense ou de regiões próximas possui tal tipo de plumagem. Assim, como os grifos, as aves do sarcófago são uma criação artística que pode estar relacionada com a realidade. Por outro lado, o pássaro da face Sul é interpretado em diversas espécies: este pássaro é associado, devido à sua plumagem, com as águias, corvos e cucos. No entanto, para Evans, este poderia ser um pica-pau negro de Creta.
A representação de pássaros às vezes é vista como uma expressão da alma do falecido. Até o momento não há consenso quanto a quais são as espécies representadas no sarcófago, porém a ideia de associação com determinados deuses do panteão minoico, prática comum na mitologia grega, não é descartada.

## Leitura cromática

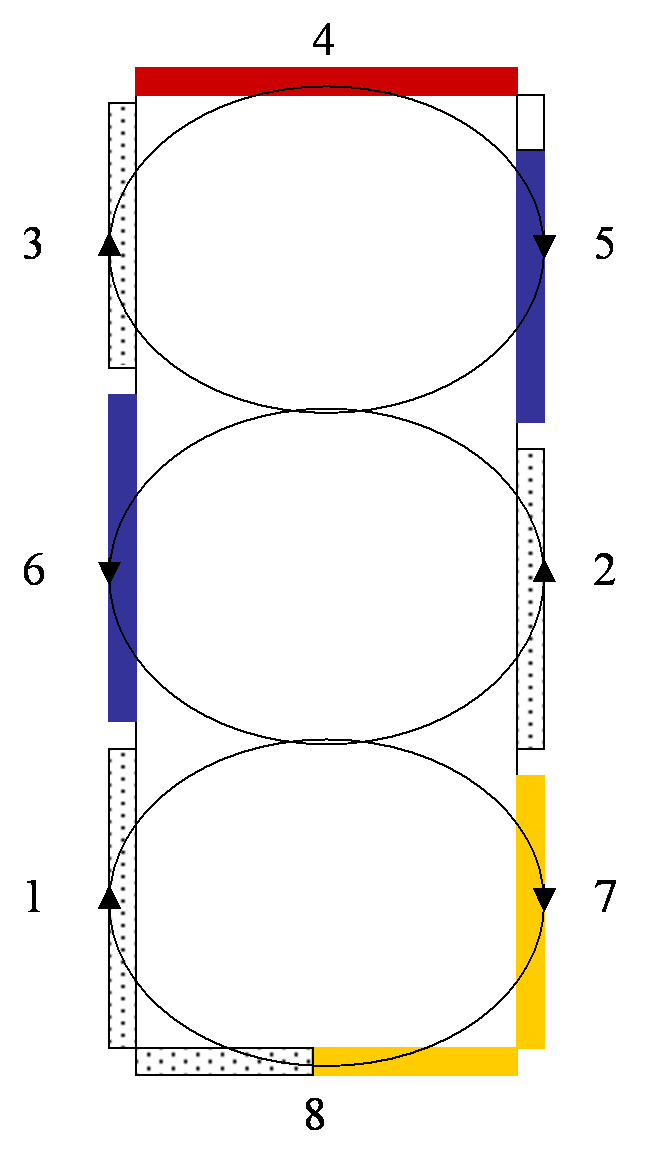
Esquema representando as diferentes cores utilizadas para o fundo de cada cena, e as diferentes etapas de leitura propostas por Walgate

As quatro faces do sarcófago podem ser divididas em vários registros que determinaram as diferentes origens coloridas. O artista utilizou cores diferentes, a fim de reforçar certas áreas e personagens. Por todos os lados encontramos uma alternância entre o azul, vermelho, amarelo e branco. No lado norte, há mudanças de fundo de claro para escuro e depois claro novamente, enquanto no lado sul ocorre de escuro para claro, escuro e claro novamente. A face Leste, por trás dos grifos, o fundo é vermelho brilhante, enquanto no lado oeste, o registro superior é branco e o inferior, amarelo. Mudar a cor de fundo implica uma mudança de local ou evento. A passagem de claro para escuro pode também ser lida como a transição do dia para a noite, ou a vida para a morte. A cor do fundo permite ao espectador navegar através dos vários episódios.
A leitura do sarcófago através das cores sugere uma narrativa não linear. A história partiria do personagem da extremidade direita da face Norte, indo para o centro da face Sul, a do sacrifício do touro, antes de retornar no lado esquerdo da face Norte. Estes três episódios, com um fundo claro, sugerem que essas atividades acontecem em plena luz do dia. Dirigido pelos pássaros que levantam voo sobre os machados duplos e, em seguida, pela carruagem de grifos, o espectador retorna para o lado sul onde há a cerimônia de oferendas. Há mudança de fundo de vermelho escuro para um azul escuro atrás da cena da cerimônia. Essas cores representam o entardecer e a noite. Um novo pássaro orienta o espectador para avançar em direção ao centro da face Norte onde há a cena do sacrifício simulado e de barcos. Este episódio tem lugar contra um fundo azul escuro, sugerindo que a cena se passa durante a noite também. A história continua no lado esquerdo da face Sul, onde se observa a procissão de mulheres que estão na frente de um fundo amarelo. A parte menor do lado oeste, representa pela carruagem puxada por bodes, está por si só com o fundo branco, significando o dia. O sarcófago representaria, portanto, uma história que ocorriam durante o dia e a noite.
Este movimento cria três círculos interligados, cada um deles com um tema específico. O sacrifício é o eixo da narrativa, que se encontra no centro de cada face, e em torno do qual estão as ações dos outros círculos. As duas cenas de libação em cada lado estão ligadas para formar uma esfera a leste do círculo do sacrifício. O círculo, a oeste, que começa e termina na viagem, é onde o falecido ou o espectador escolhe se deseja renovar a viagem ou deixar a história.

## Influências

### Influências egípcias

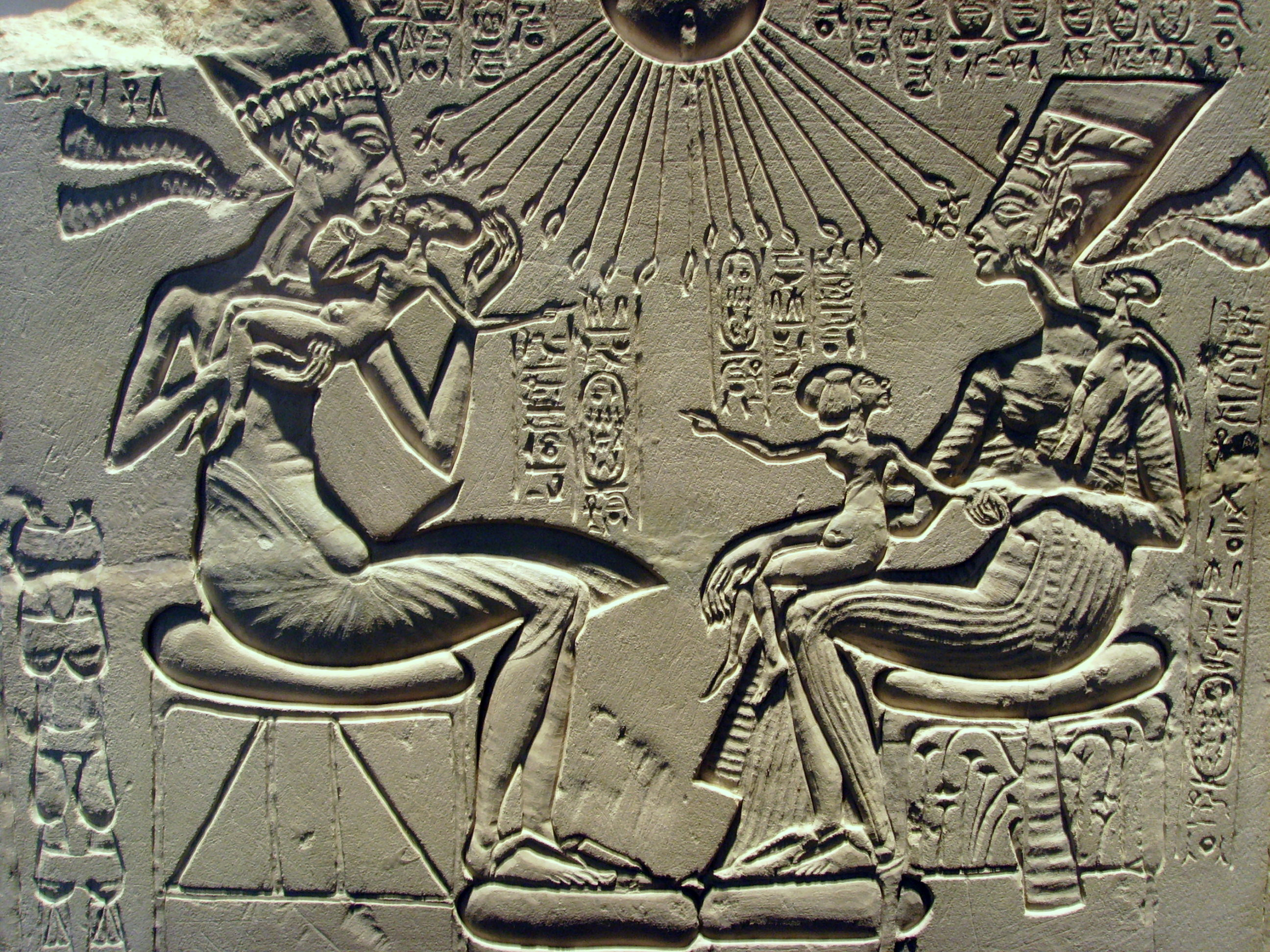
Baixo-relevo egípcio

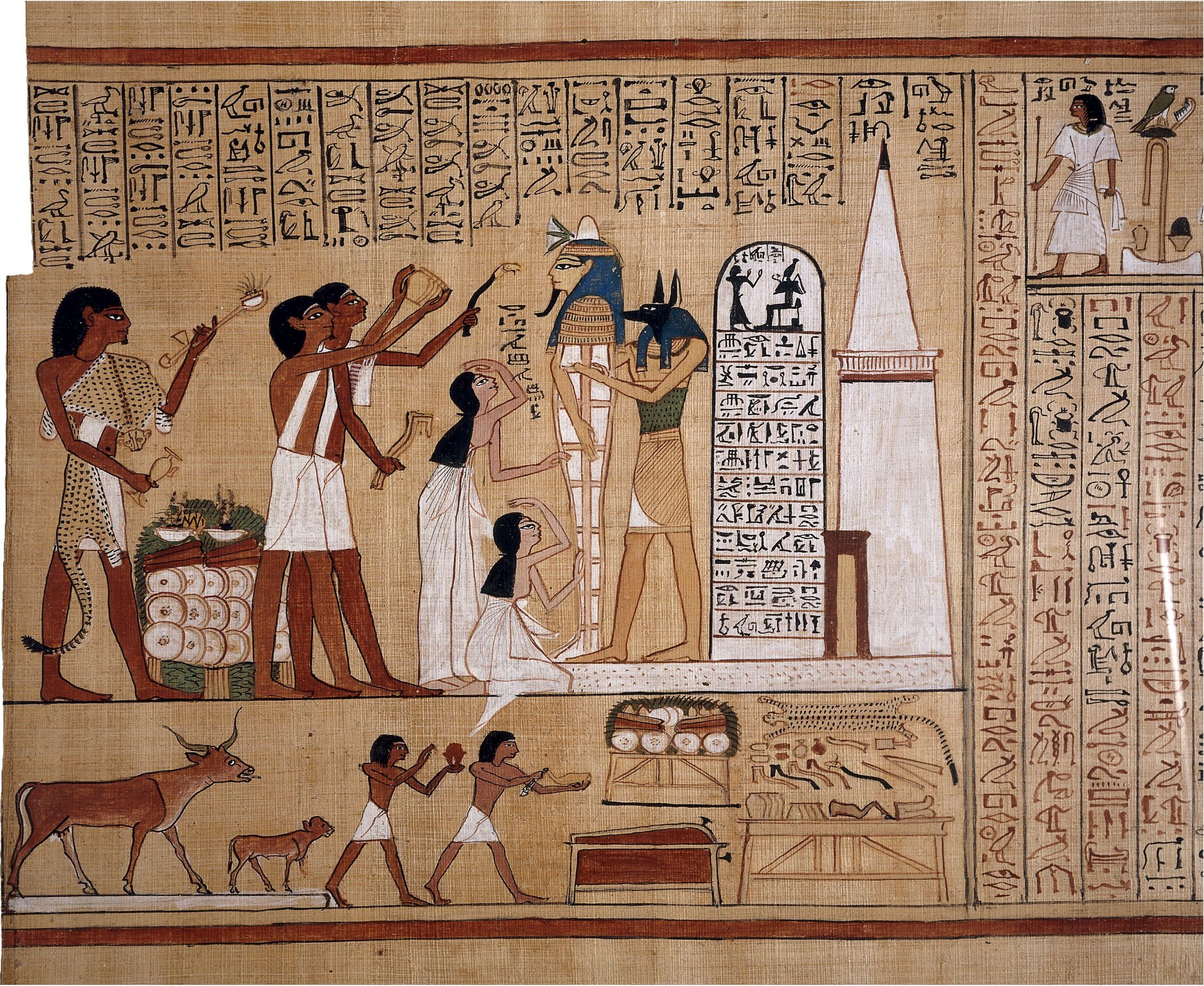
Cerimônia egípcia da abertura da boca

Se as imagens usadas no sarcófago são de inspiração profundamente minoica, a organização dos diferentes elementos de painéis narrativos não tem equivalência em qualquer arte minoica. Os arqueólogos, entre eles Evans, sugerem que a organização dos motivos minoicos em uma história derivam de cânones artísticos egípcios, onde procissões e ritos cerimoniais estão presentes nas paredes dos túmulos do Império Antigo, enquanto que a fonte restante de inspiração seria mais provável como as procissões minoicas.
Desde a descoberta do sarcófago no início do século XX, influências egípcias foram comentadas e debatidas pelos arqueólogos. Os rituais presentes no sarcófago são de origem minoica e muitos desses elementos foram encontrados em selos minoicos, por exemplo, o que motivou alguns pesquisadores a minimizar a contribuição egípcia. Mas, apesar de alguns pesquisadores, como Charlotte Long, enfatizarem o aporte minoico, muitas vezes eles concordam sobre o fato de que o sarcófago foi feito por um povo que foi influenciado por grupos culturais externos.
Como mencionado anteriormente, o sarcófago é feito de um pedaço de calcário que é encontrado em abundância em Creta. Até ao momento, este é o único túmulo do seu tipo encontrado na ilha, e é o sarcófago de calcário mais antigo de todo o Egeu. Ao restaurar o sarcófago, os pesquisadores perceberam que as rosetas foram originalmente esculpidas em pedra calcária. Cavar a pedra para obter um baixo-relevo não é um método conhecido no mundo egeu; para dar um efeito tridimensional, os egeus usaram pedaços de estuque que eles ligaram ao suporte inicial. Pelo contrário, encontra-se regularmente a técnica de baixo-relevo no Egito, onde é usado desde o Império Antigo. Embora seja improvável que esse baixo-relevo seja de origem minoica ou micênica, no entanto, é possível que ele tivesse uma origem egípcia.
As técnicas de pintura e os materiais utilizados também são diferentes convenções da pintura egeia. Quando se recuperou o sarcófago, ficou patente a utilização de têmpera, um meio que é amplamente utilizado no Egito. Na verdade um dos poucos casos de pintura no Egito onde esta técnica não é utilizada é um afresco em Tele Daba (em Ávaris) feito pelos minoicos.

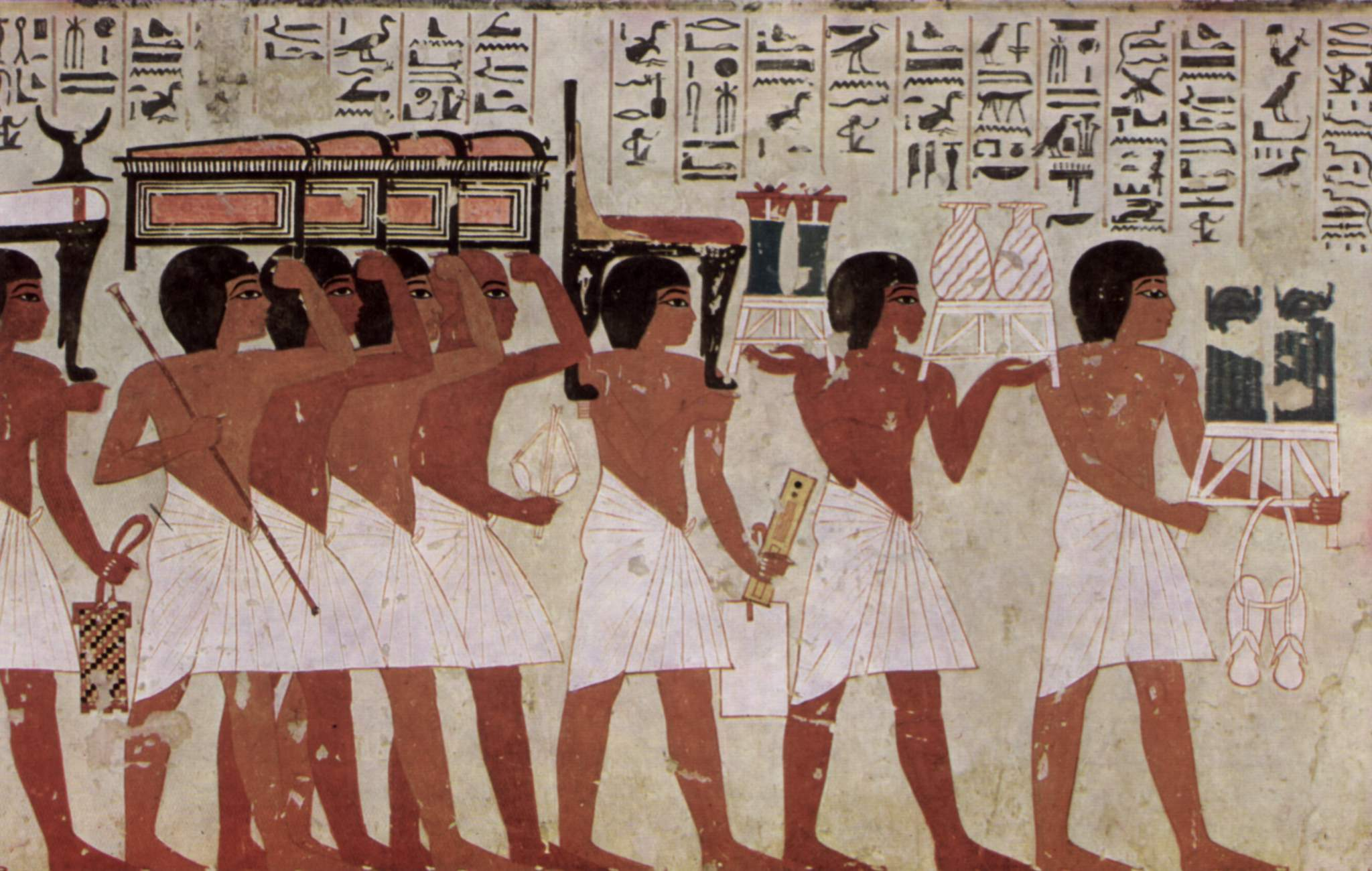
Procissão fúnebre egípcia

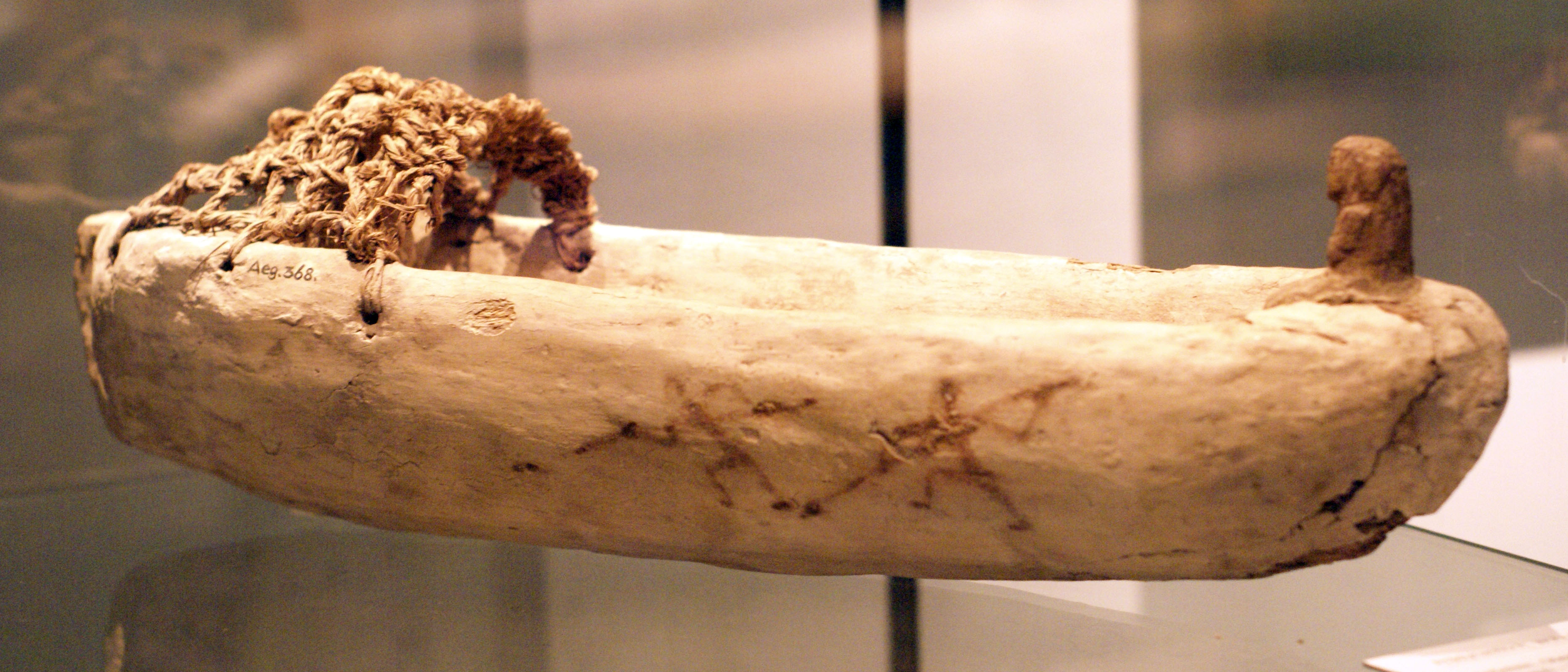
Modelo de argila de barco egípcio

O uso de azul egípcio é comum em todo o mar Egeu sendo detectado em todos os murais, porém não foi encontrado nenhum vestígio no sarcófago. Uma análise do pigmento azul usado no sarcófago mostra que não é nem azul egípcio nem um pigmento de azurita, comumente usado no mar Egeu. O pigmento do sarcófago é feito de lápis-lazúli, até agora o único caso no mundo minoico. O lápis-lazúli, encontrado no Paquistão, Afeganistão e Tajiquistão foi importado para o Egeu pela costa do Oriente Médio. Durante o reinado de Amenófis III, contemporâneo do Minoano Recente IIIA, as relações comerciais entre Egito, Palestina, Chipre e mar Egeu foram intensas. Por isso, é possível que o lápis-lazúli possa ter chegado através do Egito.
Vários túmulos tebanos da XVIII dinastia contêm representações convencionais de procissões fúnebres e procissões trazendo oferendas, doações por emissários de Keftiu. Estas representações de Keftiu têm semelhanças importantes com os personagens masculinos da face Oeste do sarcófago. A presença de minoicos em afrescos egípcios reforça a ideia de troca de conhecimento e técnicas entre os dois povos. Estas representações egípcias também estão cheias de informações sobre o que os emissários minoicos poderiam trazer como oferenda: cerâmica, têxteis, lingotes de cobre, joias e, em dois casos, estátuas de touros. Na arte minoica, o único afresco em que oferendas são compostas de outros objetos, como cerâmica, é o do sarcófago de Hagia Triada. A ideia de colocar estátuas de touros no sarcófago é vista como proveniente do Egito. O mesmo se passa com as ofertas de barcos. Representações de navios em um contexto funerário são muito raras, enquanto há um número incontável de navios em selos. Não são representados isolados de qualquer elemento religioso e não parecem ter qualquer significado além de um barco. Além disso, os navios de selos minoicos são representados com um mastro, vela e uma fileira de remos. Pelo contrário, no sarcófago, os barcos não incluem qualquer um desses elementos, mas apenas um casco. Novamente pode-se fazer um paralelo estreio com a tradição egípcia do navio, onde o símbolo é importante. Imagens de embarcações que levam defuntos aparecem nos túmulos da nobreza tebana sob Hatchepsut e Amenófis II (1479–1392 a.C.). O estilo dos barcos do sarcófago é muito mais próximo a estas representações tebanas do que qualquer outra representação minoica.
O mais recente exemplo de influência egípcia reside no personagem direito da face Norte do sarcófago. Essa figura sem braço, como que mumificado, não tem paralelo em todo o mundo Egeu, quer examinando afrescos, selos, cerâmica e estatuetas. As representações do falecido pouco mostram um corpo alongado em uma mortalha ou do caixão em si de modo que, no contexto geral do sarcófago, tal representação poderia simbolizar a regeneração e a vida eterna. Além disso, pode-se fazer um paralelo entre este personagem e uma múmia egípcia em pleno ritual de abertura da boca.

### Influências micênicas

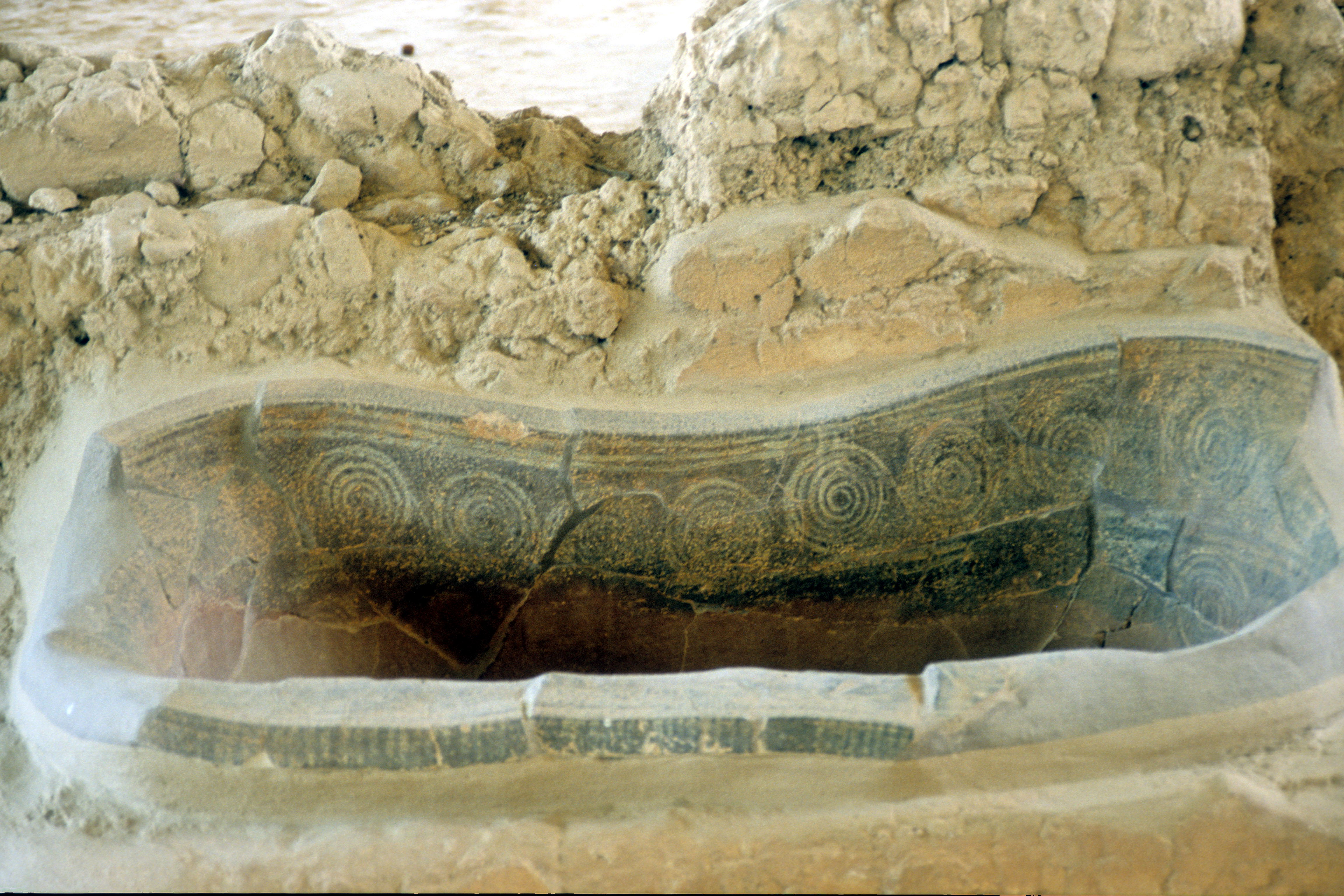
Exemplo de espirais em banheira micênica (Pilos)

O sarcófago não é analisado como um objeto isolado da arte egeia, mas sim como uma expressão do poder micênico tentando estabelecer seu desenvolvimento político, econômico e cultural através das artes e arquitetura. Os personagens das faces leste e oeste, desenhados em carruagens, são inspirações puramente micênicas, na qual existem carruagens puxadas por cavalos. Este tema também é muito mais comum na Grécia micênica do que na Creta minoica. Estes carros são um prelúdio para as procissões dos deuses conduzindo carruagens que são encontradas frequentemente na Grécia arcaica. Outros sarcófagos minoicos, também de influência micênica, mostram carruagens puxando o falecido acima do mar que é representado por linhas onduladas; são evidentes estas ondulações em cada extremidade do sarcófago. O tema do sacrifício do boi, representado em uma das faces, também parece estar mais próxima de um rito micênico do que um minoico.
Sabe-se muito pouco sobre o culto funerário minoico, enquanto por outro lado, se conhece bem o micênico. A influência micênica em Creta, no final do Minoano Recente III existiu mesmo que a Civilização Minoica tenha durado até ao período geométrico. Traços da cultura micênica aparecem nas tumbas encontradas em Creta, talvez devido ao fato de que os colonos micênicos queriam usar túmulos semelhantes aos que costumavam usar em seu país de origem. Como nos túmulos A e B de Micenas, o túmulo 4 de Hagia Triada foi reservado para um grupo social, provavelmente a elite da cidade. Esta noção de separação entre os grupos sociais após a morte é uma das principais diferenças entre os costumes funerários micênicos e minoicos. O túmulo 4 é semelhante nas suas datas, no seu plano e na função de seus túmulos o que sugere que, embora menor nas suas dimensões, foi usado para distinguir certos personagens do resto da população e que esta estrutura funerária era parte de uma nova ideologia micênica na Creta central.